# Roda JC in het seizoen 1972/73
Het seizoen 1972/1973 was het 11e jaar in het bestaan van de Kerkraadse betaaldvoetbalclub Roda JC. De club kwam uit in de Nederlandse Eerste divisie en eindigde daarin op de eerste plaats, dit betekende dat de club rechtstreeks promoveerde naar de Eredivisie. Tevens deed de club mee aan het toernooi om de KNVB Beker, hierin werd in de tweede ronde, na strafschoppen, verloren van SVV (0–0).

## Wedstrijdstatistieken

### Eerste divisie
|       | SC Cambuur | FC Dordrecht | Eindhoven | Fortuna | Fortuna SC | De Graafschap | Heerenveen | Helmond Sport | Heracles | HVC   | PEC Zwolle | SVV   | Veendam | Vitesse | Volendam | De Volewijckers | FC VVV | Wageningen | Willem II |
| ----- | ---------- | ------------ | --------- | ------- | ---------- | ------------- | ---------- | ------------- | -------- | ----- | ---------- | ----- | ------- | ------- | -------- | --------------- | ------ | ---------- | --------- |
| Thuis | 3 – 2      | 4 – 0        | 1 – 1     | 2 – 0   | 2 – 1      | 2 – 0         | 1 – 0      | 1 – 1         | 1 – 1    | 2 – 0 | 3 – 1      | 2 – 1 | 2 – 2   | 0 – 0   | 2 – 0    | 1 – 0           | 0 – 0  | 3 – 0      | 3 – 1     |
| Uit   | 1 – 1      | 1 – 1        | 0 – 1     | 1 – 1   | 1 – 0      | 2 – 1         | 1 – 1      | 0 – 1         | 1 – 1    | 1 – 1 | 7 – 2      | 0 – 1 | 0 – 3   | 0 – 1   | 1 – 1    | 0 – 1           | 1 – 1  | 2 – 0      | 1 – 0     |

### KNVB beker
| 1e ronde                                               | IJsselmeervogels | 0 – 4 (0 – 0)          | Roda JC                                                     |
| 28 oktober 1972 Plaats: Kerkrade Sportpark De Westmaat |                  |                        | 60' Henk van Leeuwen 65', 69' Willy Coolen 81' Hens Fischer |
| 2e ronde                                               | SVV              | 0 – 0 Na strafschoppen | Roda JC                                                     |
| 10 december 1972 Plaats: Schiedam Harga                |                  |                        |                                                             |

## Statistieken Roda JC 1972/1973

### Eindstand Roda JC in de Nederlandse Eerste divisie 1972 / 1973
| Stand | Gespeeld | Gewonnen | Gelijk | Verloren | Punten | Doelpunten voor | Doelpunten tegen |
| ----- | -------- | -------- | ------ | -------- | ------ | --------------- | ---------------- |
| 1e    | 38       | 19       | 14     | 5        | 52     | 54              | 32               |

### Topscorers
| #      | Naam             | Goal |
| ------ | ---------------- | ---- |
| 1.     | Henk van Leeuwen | 16   |
| 2.     | Henk van Rooij   | 12   |
| 3.     | Willy Coolen     | 9    |
| 4.     | John Meuser      | 5    |
| 5.     | Sjef Blatter     | 4    |
| 6.     | Wim Langenhuizen | 2    |
| 7.     | Herbert Bönnen   | 1    |
| 7.     | Hens Fischer     | 1    |
| 7.     | Theo Offermans   | 1    |
| 7.     | Paul Philippens  | 1    |
| 7.     | Peter de Wit     | 1    |
| 7.     | Hans Zuidersma   | 1    |
| Totaal | Totaal           | 54   |

| #      | Naam             | Goal |
| ------ | ---------------- | ---- |
| 1.     | Willy Coolen     | 2    |
| 2.     | Hens Fischer     | 1    |
| 2.     | Henk van Leeuwen | 1    |
| Totaal | Totaal           | 4    |